# Toi non plus tu n'as rien vu
Pour plus de détails, voir Fiche technique et Distribution.
Toi non plus tu n'as rien vu est un thriller dramatique français réalisé par Béatrice Pollet, sorti en le 8 mars 2023, journée internationale des droits des femmes.

## Synopsis
Film sur le déni de grossesse.
Claire, jeune avocate, déjà mère de 2 enfants et enceinte sans le savoir. Elle accouche un soir dans la rue d'un bébé, qu'elle laisse dans un sac plastique sur une poubelle.
Cet événement va faire basculer la vie de la jeune femme qui sera accusée de tentative d'homicide sur un enfant de moins de 15 ans. Pour Claire, c'est l'énigme absolue, elle n'a aucun souvenir de cet enfant, et personne n'avait soupçonné cette grossesse jusqu'à la naissance, pas même elle. 
Film autour d'un sujet mystérieux et encore tabou qu'est le déni de grossesse. 
Psychologie, physiologie, judiciaire.

## Fiche technique
Sauf indication contraire, les informations mentionnées dans cette section peuvent être confirmées par la base de données cinématographiques Unifrance,  présente dans la section « Liens externes ».
- Titre original : Toi non plus tu n'as rien vu
- Réalisation : Béatrice Pollet
- Scénario : Béatrice Pollet
- Musique : Pierre Schmidt et Mathieu Chocat
- Décors :
- Costumes : Charlotte Lebourgeois
- Photographie : Georges Lechaptois
- Montage : Loïc Lallemand
- Chargée de la figuration : Johanna Cohen
- Production : Stéphanie Douet
- Sociétés de production : Sensito Films
- Société de distribution : Jour2fête
- Pays de production :  France
- Langue originale : français
- Format : couleur — 2,35:1
- Genre : thriller dramatique
- Durée : 93 minutes
- Dates de sortie :
  - France :
    - 13 novembre 2022 (Arras)
    - 8 mars 2023 (en salles)

## Distribution
Sauf indication contraire ou complémentaire, les informations mentionnées dans cette section proviennent du générique de fin de l'œuvre audiovisuelle présentée ici.
- Maud Wyler : Claire
- Géraldine Nakache : Sophie
- Grégoire Colin : Thomas Morel
- Roman Kolinka : Paul
- Fanny Cottençon : Emilie Morel, la mère de Thomas
- Pascale Vignal : Pascale, la mère de Claire
- Pascal Demolon : le juge d'instruction
- Ophélia Kolb : la procureure
- Fatima Adoum : Fanny, la codétenue
- Dominique Reymond : le docteur Krolen
- Rémy Leboucq : le professeur Vorse
- Richard Duval : le président du tribunal
- Karine Monneau : l'avocate générale
- Frédéric Abdelkader : un policier